# Чемпіонат Загреба з футболу
Чемпіонат футбольної асоціації Загреба (хорв. Prvenstva Zagrebačkog nogometnog podsaveza) — футбольне змагання для клубів з міста Загреб і його околиць, що проводилось між двома світовими війнами. 

## Чемпіонати Хорватії і Славонії
Перше змагання між клубами Загреба відбулось за часів сполученого  Королівства Хорватії і Славонії. Хоча турнір носив назву усієї країни, участь у ньому брали виключно клуби з Загреба. Чемпіоном першого сезону 1912-13 років став клуб ХАШК. Другий чемпіонат 1913-14 років, проміжним лідером котрого був клуб «Конкордія», не був завершений через початок Першої світової війни.

## Чемпіонати Загреба
Перший після війни чемпіонат з футболу у місті Загреб відбувся у травні-серпні 1918 року, раніше ніж у будь-якому іншому місті Королівства Югославія. Участь у ньому брали 6 команд, що грали у два кола. З кожним роком кількість учасників змагань зростала і вже перед третім турніром команди були поділені на дві ліги. 
| Сезон   | чемпіон    | 2 місце    | 3 місце   |
| ------- | ---------- | ---------- | --------- |
| 1918    | ХАШК       | Граджянскі | Кроація   |
| 1918-19 | Граджянскі | ХАШК       | Ілірія    |
| 1919    | Граджянскі | ХАШК       | Конкордія |

## Чемпіонати футбольної асоціації Загреба
З 1920 року почали проводитись турніри в сусідніх до Загреба містах і районах. Переможці чемпіонатів Загреба і провінції проводили між собою стикові матчі за звання чемпіона регіону. З 1923 року чемпіон футбольної асоціації Загреба отримував право зіграти у загальнонаціональному чемпіонаті. 
| Сезон   | Чемпіон міста Загреб | Чемпіон провінції       | Фінал чемпіонату асоціації          |
| ------- | -------------------- | ----------------------- | ----------------------------------- |
| 1920    | Граджянскі           | Марсонія (Брод на Саві) | не проводився                       |
| 1920-21 | ХАШК                 | Цибалья (Вінковці)      | ХАШК – Цибалія – 16:0               |
| 1921-22 | ХАШК                 | Славія (Осієк)          | ХАШК – Славія (Осієк) – 5:0         |
| 1922-23 | Граджянскі           | Вараджинські ШК         | Граджянскі – Вараджинські ШК – 4:0  |
| 1923-24 | Граджянскі           | Марсонія (Брод на Саві) | Граджянскі – Марсонія – 3:0 (+:-)   |
| 1924-25 | Граджянскі           | Чаковецькі ШК           | Граджянскі – Чаковецькі ШК – 10:1   |
| 1925-26 | Граджянскі           | Беловарські ГШК         | Граджянскі – Беловарські ГШК – 11:0 |
| 1926-27 | ХАШК                 | Країшнік (Баня Лука)    | ХАШК – Країшнік – 11:0              |
| 1927-28 | Граджянскі           | Марсонія (Брод на Саві) | Граджянскі – Марсонія – 4:3         |
| 1928-29 | ХАШК                 | Чаковецькі ШК           |                                     |
| 1929-30 | ХАШК                 | Марсонія (Брод на Саві) |                                     |
| 1930-31 | ХАШК                 | Сегеста (Сісак)         | ХАШК – Сегеста – 4:0                |
| 1931-32 | ХАШК                 | Сегеста (Сісак)         |                                     |
| 1932-33 | ХАШК                 | Сегеста (Сісак)         | Вікторія – Сегеста – 7:3, 4:1       |
| 1933-34 | Железнічар           | Славія (Вараждин)       | Славія – Железнічар – 3:1, 1:0      |
| 1934-35 | Спарта               | Славія (Вараждин)       | Славія – Спарта – 2:2, 7:2          |